# Valečské sklepy
Valečské sklepy jsou přírodní památka v Doupovských horách v Karlovarském kraji. Nachází se v parku valečského zámku v okrese Karlovy Vary. Předmětem ochrany je zimoviště několika druhů netopýrů.

## Historie
Blízké okolí chráněné lokality bylo osídleno od druhé poloviny třináctého století. Nacházelo se zde panské sídlo, které v patnáctém století zaniklo požárem. Patrně už v době jeho existence vznikly podzemní chodby, které později sloužily panskému pivovaru. Po ukončení jeho provozu v roce 1931 přestaly být využívány.
Přírodní památku vyhlásil Krajský úřad Karlovarského kraje s účinností od 20. prosince 2016.

## Přírodní poměry
Chráněné území s rozlohou 38 m² se nachází v Doupovských horách v nadmořské výšce 563–571 metrů. Leží v katastrálním území Valeč v Čechách a je součástí evropsky významné lokality a ptačí oblasti Doupovské hory. Je rozděleno do tří oddělených lokalit, obklopených vyhlášeným ochranným pásmem s rozlohou 5,24 hektaru. Vchody do podzemí jsou v zámeckém parku asi 300 metrů severozápadně od budovy zámku. Podzemní prostory nejsou volně přístupné a jednotlivé vstupy jsou opatřeny mřížemi, které umožňují dobrý průlet netopýrům.

### Abiotické faktory
Valečské sklepy se nachází na východním svahu nevýrazného návrší budovaného terciérním tefritem. Návrší je součástí geomorfologického okrsku Rohozecká vrchovina. V rámci Quittovy klasifikace podnebí se chráněné území nachází v mírně teplé oblasti MT3 (Plán péče uvádí mírně teplou oblast MT7), pro kterou jsou typické průměrné teploty −3 až −4 °C v lednu a 16–17 °C v červenci. Roční úhrn srážek dosahuje 600–750 milimetrů, počet letních dnů je 20–30, počet mrazových dnů se pohybuje od 130 do 160 a sněhová pokrývka zde leží 60–100 dnů v roce. Z půd převažuje kambizem eutrofní.

### Flóra a fauna
Okolí přírodní památky tvoří květnatá bučina, ve které kromě buku lesního (Fagus sylvatica) rostou lípy malolisté (Tilia cordata) a habry obecné (Carpinus betulus). V podrostu lesa v okolí přírodní památky roste silně ohrožený prorostlík dlouholistý (Bupleurum longifolium) a ohrožené druhy prvosenka vyšší (Primula veris) a lilie zlatohlavá (Lilium martagon). U vstupu do podzemí byla nalezena také okrotice bílá (Cephalanthera damasonium).
Předmětem ochrany je zimoviště netopýrů využívané zejména stabilní populací kriticky ohroženého netopýra černého (Barbastella barbastellus). V množství jednotlivých exemplářů zde byl v letech 2010–2013 zaznamenán také kriticky ohrožený netopýr velký (Myotis myotis) a silně ohrožené druhy  netopýr severní (Eptesicus nilssonii), netopýr večerní (Eptesicus serotinus), netopýr velkouchý (Myotis bechsteinii), netopýr vodní (Myotis daubentonii), netopýr vousatý (Myotis mystacinus), netopýr řasnatý (Myotis nattereri), netopýr rezavý (Nyctalus noctula), netopýr hvízdavý (Pipistrellus pipistrellus), netopýr ušatý (Plecotus auritus) a netopýr dlouhouchý (Plecotus austriacus).